# Myrcia dichrophylla
Myrcia dichrophylla är en myrtenväxtart som beskrevs av Carlos Maria Diego Enrique Legrand. Myrcia dichrophylla ingår i släktet Myrcia och familjen myrtenväxter. Inga underarter finns listade i Catalogue of Life.